# Georgi Georgiew-Gez
Georgi Georgiew-Gez (eigentlich Georgi Iwanow Georgiew; bulgarisch Георги Георгиев-Гец; * 4. Oktober 1926 in Raspopowzi (heute Ortsteil von Elena); † 2. September 1996 in Sofia) war ein bulgarischer Schauspieler.

## Leben
Georgiew-Gez wurde im Dorf Raspopowzi geboren, das heute zur Stadt Elena gehört. Während des Krieges arbeitete er als Frontkorrespondent. Nach seinem Studium an der Theaterhochschule „Krastjo Sarafow“ in Sofia in den Jahren 1949 bis 1953 war er am bulgarischen Nationaltheater als Schauspieler tätig. Er spielte dort Gegenwartsrollen wie den Strandshata in Die Verfemten, Slatil in Borjana und den Molinero in Rast in Arko Iris, aber auch Klassiker wie den Lord Hastings in Richard III. und Lord Burleigh in Maria Stuart.
Sein Filmdebüt hatte Georgiew-Gez 1951 in der Rolle des Schlossers in Morgen über der Heimat von Anton Marinowitsch und Stefan Sartschadschiew. Auf dem Filmfestival in Varna wurde er mehrmals mit dem Darstellerpreis ausgezeichnet, so unter anderem 1963 für seine Rolle in Anton Marinowitschs Kriminalfilm Der goldene Zahn und 1974 für Feuerschein über der Drava von Sako Cheskija. Auf dem Filmfestival in Moskau 1975 brachte ihm seine Rolle in Ljudmil Kirkows Der Bauer mit dem Fahrrad ebenso den Preis für den besten Hauptdarsteller. In den 1980er Jahren spielte er in weniger Filmen als zuvor und verkörperte  häufig desillusionierte und resignierende Männer.
Er wurde mit mehreren nationalen Auszeichnungen als Verdienter Künstler (1967), Volkskünstler (1971) sowie wie dem Orden der Heiligen Kyrill und Methodius (1976) bedacht.

## Filmografie (Auswahl)
- 1951: Morgen über der Heimat (Utro nad rodinata)
- 1952: Nascha semja
- 1955: Nespokoen pat
- 1956: Die ganze Stadt sucht Vera (Totschka parwa)
- 1958: Die große Versuchung (Sakonat na moreto)
- 1960: Erste Prüfung (Parwi urok)
- 1961: …und sie waren jung (A bjachme mladi)
- 1961: Die Abwehr greift ein (Noschtta sreschtu 13-ti)
- 1961: Stramnata pateka
- 1962: Der goldene Zahn (Slatnijat sab)
- 1964: Tschernata reka
- 1964: Die Unversöhnlichen (Neprimirimite)
- 1966: Masche
- 1966: Zwischen beiden (Meschdu dwamata)
- 1967: Die längste Nacht (Naj-dalgata noscht)
- 1967: S dach na bademi
- 1967: Priwarsanijat balon
- 1968: Nebeto na Weleka
- 1968: Prokurorat
- 1969: An jedem Kilometer (Na wseki kilometar) (Fernsehserie)
- 1969: Eine Falle für den Verräter (Osmijat)
- 1969: Tragni na pat
- 1970: Tschetirimata ot wagona
- 1970: Die Zitadelle hat geantwortet (Zitadelata otgowori)
- 1971: Njama nischto po-chubawo ot loschoto wreme
- 1972: Stechapfel (Tatul)
- 1973: Y-17 auf dunkler Spur (Igrek 17)
- 1974: Feuerschein über der Drava (Sarewo nad Drawa)
- 1974: Poslednijat ergen
- 1974: Der Bauer mit dem Fahrrad (Seljaninat s koleloto)
- 1976: Attentat in der Kathedrale (Dopalnenie kam sakona sa saschtita na darschawata)
- 1977: Matriarchat
- 1978: Entscheidung am Schipka-Paß (Patjat kam Sofija) (Fernsehserie)
- 1978: Sami sred walzi (Fernsehserie)
- 1980: Trite smartni grjacha
- 1980: Uoni
- 1980: Gnade für die Lebenden (Milost sa schiwite)
- 1981: Prischestwie
- 1981: Udarat
- 1982: Nicolo Paganini (Fernsehserie)
- 1982: Spirka ‚Berlin‘
- 1982: Die ärgste Sünde (Naj-teschkijat grjach)
- 1983: Gleichgewicht (Rawnowesie)
- 1984: Warten auf irgend jemand (Otkoga te tschakam)
- 1984: Der Damm (Stenata)
- 1985: Metschtanie sam as
- 1986: Denjat na wladetelite
- 1986: Te naddeljacha
- 1986: Wasko da Gama ot selo Ruptscha (Fernsehserie)
- 1988: Wetscheri w Antimowskija chan (Fernsehserie)
- 1989: Baschta
- 1989: Prawo na isbor
- 1990: Pod igoto (Fernsehserie)
- 1993: Kragowrat